# Tatort: Willkommen in Köln
Willkommen in Köln ist ein Fernsehfilm aus der Kriminalreihe Tatort der ARD und des ORF. Der am 5. Oktober 1997 erstmals ausgestrahlte Film ist der 371. Tatort und der erste gemeinsame Fall des von Klaus J. Behrendt und Dietmar Bär gespielten Ermittlerteams Ballauf und Schenk. Für Kriminalhauptkommissar Max Ballauf selbst ist es der neunte Tatortfall, er war vorher Teil des Düsseldorfer Ermittlerteams Flemming, Koch und Ballauf.
Der Fall thematisiert Ballaufs Tätigkeit im Drogen-Bereich sowie seinen Aufenthalt in den USA.

## Handlung
Der aus Düsseldorf stammende Kommissar Max Ballauf befindet sich als Fahnder der amerikanischen Drug Enforcement Administration (DEA) in Miami. Bei einem Einsatz sollen zwei internationale Drogenbosse überführt werden, was Ballaufs Freundin Eileen allerdings mit dem Leben bezahlt, da sie als Köder fungiert hatte.
Vor Trauer sucht Ballauf Trost im Alkohol und kollidiert im betrunkenen Zustand mit einem amerikanischen Polizisten, der dies als Angriff wertet. Daraufhin wird er des Landes verwiesen und soll in Köln bei der Kriminalpolizei arbeiten. Sein neuer Kollege, Freddy Schenk, ist nicht gerade erfreut, einen neuen Vorgesetzten zu bekommen. Er hatte sich selber Hoffnung auf diese Stelle gemacht. Nun soll er Ballauf vom Flughafen abholen, doch ein Leichenfund hält ihn auf. Der ehemalige Polizist Korff, der zuletzt bei einem Wachdienst arbeitete, wurde ermordet. Assenbacher, der Leiter des Drogendezernats, vermutet, dass jemand aus der Drogenszene Korff aus Rache getötet hat. Der Chef des Sicherheitsdienstes Garry Busch, der früher selber im Drogendezernat Hauptkommissar war, führt einen privaten Krieg gegen die Kölner Drogenmafia. Dabei nutzt er sehr unkonventionelle Methoden, um gegen die Drogendealer vorzugehen, was dazu geführt hatte, dass einer der Junkies zu Tode kam.
Durch einen Hinweis gelangt der Kleinkriminelle Zorro ins Visier der Polizei, und als bei einer Hausdurchsuchung bei ihm die Tatwaffe gefunden wird, scheint der Fall geklärt zu sein. Für Ballauf spricht einiges dagegen, da er weiß, dass Busch noch immer gute Beziehungen zu Assenbacher unterhält, sodass es für diesen kein Problem gewesen sein dürfte, Zorro die Waffe unterzuschieben.
Ballauf hatte von Busch erfahren, dass Korff zuletzt bei dem Fischhändler Amalfi im Einsatz war. Möglicherweise hat er dort etwas gesehen, was er lieber nicht hätte sehen sollen. Als Ballauf sich dort heimlich nachts umsehen will, wird er von Buschs Sicherheitsleuten niedergeschlagen. Das veranlasst ihn, sich Buschs Firma näher anzusehen. Mit Unterstützung von Kriminalrat Körber erwirkt er eine Hausdurchsuchung und stößt auf diverse Akten, die Busch über Polizeibeamte angelegt hat und in denen über Geschenke an sie genau Buch geführt wurde.
Ballauf kommt dahinter, dass Korff als V-Mann in Buschs Firma eingeschleust wurde, um diesem das Handwerk zu legen. Trotzdem leugnet Busch, ihn getötet zu haben. Er gibt zu bedenken, dass der oder die Mörder offensichtlich vertuschen wollten, wo der Mord geschehen ist. Das hätte er nicht nötig gehabt. Das leuchtet Ballauf ein, und so konzentriert er sich noch einmal auf die Firma Amalfi, die inzwischen schon von Kriminalrat Körber und Assenbacher observiert wird. So wie es aussieht, schmuggelt Amalfi in seinen Fischen Heroin ins Land und verteilt es von hier weiter. Als das Drogenkommando zugreifen will, verdirbt Busch, indem er von einem Kran aus auf Amalfi zu schießen versucht, die Aktion. Busch verfolgend taucht dabei auch Schenk ungeplant bei Amalfi auf und wird von dessen Leuten als Geisel genommen. Ballauf gelingt es, seinen Kollegen durch einen gezielten Schuss auf Amalfi zu befreien, nachdem Busch nochmals versuchte, Amalfi zu erschießen, und dabei selbst von Amalfi erschossen wurde.
Während Max Ballauf vom Verhalten Körbers und Assenbachers enttäuscht ist, die für ihren Fahndungserfolg Korff geopfert und nun auch Schenk in Lebensgefahr gebracht haben, bessert sich das Verhältnis zu Schenk zusehends.

## Produktionsnotizen, Hintergrund
Die Dreharbeiten zu Willkommen in Köln erfolgten in Köln und Miami.
Nach Zolloberinspektor Kressin ist dies nach 24 Jahren der erste Tatort, der wieder aus Köln kommt. Max Ballauf ermittelte zusammen mit Hauptkommissar Flemming bei der Kripo Düsseldorf. Von dort ging er nach Kanada und blieb mit dem BKA in Kontakt, als er bei der amerikanischen Drogenfahndung (DEA) arbeitete.
Der Titel, der das Team in der Stadt Köln willkommen heißt, wurde 2013 für den ersten Fall des Hamburger Duos Tschiller und Gümer übernommen: Willkommen in Hamburg. Der Schauspieler Erdal Yıldız ist in beiden Episoden, die sechzehn Jahre auseinanderliegen, zu sehen.

## Rezeption

### Einschaltquote
Die Erstausstrahlung von Willkommen in Köln am 5. Oktober 1997 wurde in Deutschland insgesamt von 9,18 Millionen Zuschauern gesehen und erreichte einen Marktanteil von 26,3 Prozent für Das Erste.

### Kritik
TV Spielfilm zeigte den Daumen nach oben, fand das Debüt des unterhaltsamen Duos etwas überladen und urteilt: „Beginn der neuen Ära: Kölle wird kriminell!“.

### Trivia
Gleich im ersten Fall wird Freddy Schenks Vorliebe für ausgefallene Autos deutlich, er fährt ein Coupé der Mercedes-Benz S-Klasse (C 126) mit dem Kennzeichen K-IR 738. Max Ballauf als Chef muss sich mit einem alten VW Passat B2 begnügen.